# سیارک ۴۷۵

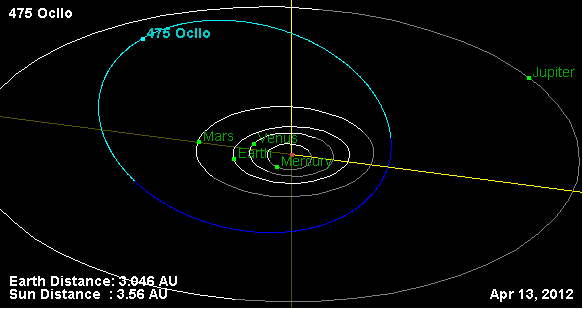
نمایی از محل قرارگیری سیارک ۴۷۵ در مدار - ۲۰۱۲

سیارک ۴۷۵ (به انگلیسی: 475 Ocllo، نامگذاری:1901HN) چهارصد و هفتاد و پنجمین سیارک کشف شده‌است که در ۱۴ اوت ۱۹۰۱ کشف شد.
قدر مطلق سیارک برابر ۱۱٫۸۸ است.